# Бухарін Микола Іванович
Мико́ла Іва́нович Буха́рін (нар. 27 вересня (9 жовтня) 1888, Москва — розстріляний 15 березня 1938, полігон Комунарка, Московська область) — російський економіст, політичний діяч Російської імперії, РРФСР, СРСР, член Президії Виконкому Комінтерну (1919—1920). Академік АН СРСР (з 12.01.1929). Член ЦК ВКП(б) у 1917—1934 роках. Кандидат у члени ЦК ВКП(б) у 1934—1937 роках. Кандидат у члени Політичного бюро ЦК РКП(б) з 25 березня 1919 по 23 травня 1924 року. Кандидат у члени Організаційного бюро ЦК РКП(б) з 25 вересня 1919 по 23 травня 1924 року. Член Політичного бюро ЦК РКП(б) (ВКП(б)) з 2 червня 1924 по 17 листопада 1929 року.

## Діяльність до революції
Народився в родині шкільного вчителя. З 1893 жив в Кишиневі, де батько працював податковим інспектором.
Закінчив початкове міське училище та 1-у Московську гімназію. З 1903 по 1910 рік працював репетитором у Москві. Після закінчення гімназії навчався на економічному відділенні юридичного факультету Московського університету (у 1911 виключений за участь в революційній діяльності). Під час революції 1905—1907 спільно зі своїм найкращим другом Іллею Еренбургом брав активну участь в студентських демонстраціях, організованих студентами Московського університету.
У серпні 1906 року вступив до РСДРП(б), прилучившись до більшовиків. У віці 19 років разом з Григорієм Сокольниковим організував в Москві молодіжну конференцію 1907, яка згодом вважалася попередницею комсомолу
У 1908—1910 — член Московського комітету РСДРП, вів роботу в профспілках. В цей час зблизився з В. М. Смирновим і познайомився зі своєю майбутньою дружиною Н. М. Лукіною.
У червні 1911 арештований і засланий на 3 роки в Онегу (Архангельська губернія), в тому ж році втік із заслання і нелегально виїхав до Ганновера, потім в Австро-Угорщину.
За кордоном Бухарін познайомився з Леніним, з яким згодом підтримував дружні взаємини. У Відні він також зустрівся із Сталіним, якому допомагав в роботі з німецькомовними джерелами при підготовці статті «Марксизм і національне питання». У еміграції продовжував займатися самоосвітою, вивчаючи твори як засновників марксизму і соціалістів-утопістов, так і своїх сучасників. Особливо сильний вплив на формування поглядів Бухаріна зробив А. А. Богданов.
У 1914, з початком Першої світової війни, заарештований владою Австро-Угорщини за підозрою в шпигунстві і висланий до Швейцарії. З 1914 жив в Лондоні, з 1915 — в Стокгольмі. У квітні 1916 висланий із Стокгольма, жив в Хрістіанії (Осло) з жовтня 1916 — в Нью-Йорку (США), де познайомився з Львом Троцьким і Олександрою Колонтай і редагував (з січня 1917) разом з Троцьким журнал «Новий світ».
У 1915 написав роботу «Світове господарство і імперіалізм», присвячену аналізу особливостей капіталізму початку XX століття. Ця робота була позитивно оцінена Леніним, він написав до неї (що не публікувалося до революції) передмову і використав ряд її положень в своїй праці «Імперіалізм як вища стадія капіталізму» (1916). З іншого боку, в період Першої світової війни, з початком якої серед соціал-демократів розгорнулася дискусія про право націй на самовизначення Бухарін виступив проти позиції Леніна і його прибічників (зокрема, Сталіна і Зінов'єва). Відповідні погляди Бухаріна і П'ятакова, який з ними погоджувався, Ленін назвав «карикатурою на марксизм» і розцінив як рецидив економізму 1890-x, пов'язаного з невмінням відрізняти політичні питання від економічних.
Після Лютневої революції 1917 Бухарін відразу вирішив повернутися на батьківщину, проте повернувся до Росії лише в травні 1917, оскільки був арештований в Японії, через територію якої повертався. У Владивостоку був арештований місцевою владою за агітацію серед солдатів і матросів.

## «Улюбленець партії». Теоретик і економіст
1917 року був обраний членом ЦК РСДРП(б), після чого працював у Московському комітеті партії і редагував «Вісті Московського воєнно-революційного комітету». Провадив активну пропагандистську роботу під час Жовтневого перевороту 1917, займаючи радикальні ліві позиції. Джон Рід у книзі «Десять днів, що потрясли світ» (1919) стверджує, що Бухарін вважався «лівішим, ніж Ленін».
З грудня 1917 по лютий 1918 і з липня 1918 по квітень 1929 року — головний редактор газети «Правда» і, фактично, головний партійний ідеолог. Підготував пропозиції з націоналізації промисловості і створення органів управління економікою на чолі з Вищою радою народного господарства (ВРНГ)
У 1917—1918 як редактор «лівокомуністичної» газети «Комуніст» був лідером «лівих» комуністів, спільно з іншими «лівими» комуністами, а також лівими есерами виступав як проти підписання миру з німцями в Брест-Литовську, так і проти позиції глави радянської делегації Льва Троцького, вимагаючи продовження лінії на світову пролетарську революцію. Пізніше, під час ініційованої в 1923 Троцьким дискусії про фракції у ВКП(б), визнав, що під час обговорення Брестського миру частина лівих есерів запропонувала йому брати участь в арешті Леніна на 24 години і створенні коаліційного соціалістичного уряду з противників мирного договору з Центральними державами. Ліві есери стверджували, що цей уряд зможе розірвати договір і продовжити революційну війну, проте Бухарін навідріз відмовився брати участь в змові проти вождя партії і держави. Через деякий час після підписання Брестського миру перейшов на сторону Леніна, свідоцтвом чого стало повернення Бухаріна на посаду головного редактора «Правди». 25 вересня 1919 Бухарін став жертвою терористичного акту: він був поранений бомбою, кинутою терористами-анархістами в приміщення Московського комітету РКП(б) в Леонтьєвськом провулку.
У травні 1918 випустив брошуру, що стала широко відомою, «Програма комуністів (більшовиків)», у якій теоретично обґрунтовував необхідність трудової повинності для нетрудових класів. Після публікації робіт «Політична економія рантьє» і «Світове господарство та імперіалізм» став одним з провідних економістів-теоретиків РКП(б). У 1919—1920 був членом Виконкому Комінтерну.

«Загальновизнано, що найбільш сильним ворогом марксизму є саме австрійська теорія.»
«Политическая экономия рантье. Теория ценности и прибыли австрийской школы» 

У жовтні 1919 спільно з Євгенієм Преображенським написав книгу «Азбука комунізму», яка витримала 20 перевидань. У травні 1920 написав (частково в співавторстві з Георгієм П'ятаковим) роботу «Економіка перехідного періоду. Частина I: Загальна теорія трансформаційного процесу». Ці роботи були в цілому позитивно оцінені Леніним, який, проте, вважав, що розгляд низки запитань ведеться Бухаріним з точки зору не марксизму, а «загальної організаційної науки», що розроблялася А. А. Богдановим, а також критикував автора за надмірно пихатий стиль викладу. Доволі цікава жартівлива рецензія Леніна на книгу «Економіка перехідного періоду», в якій пародіюється захоплення Бухаріна іншомовною лексикою:
«Чудові якості цієї чудової книги зазнають певної декваліфікації, оскільки вони лімітуються тією обставиною, primo, що автор недостатньо обґрунтовує свої постулати.»З «Recensio academica» В. І. Леніна на книгу «Економіка перехідного періоду»
В цілому роботи Бухаріна 1918—1921 років написані під сильним враженням від практики «військового комунізму», пов'язаного з широким вживанням неекономічного примусу в економіці країни. Характерна цитата:

«З точки зору чималого за своєю величиною історичного масштабу, пролетарський примус у всіх своїх формах, починаючи від розстрілів і кінчаючи трудовою повинністю, є, як парадоксально це не звучить, методом вироблення комуністичного людства з людського матеріалу капіталістичної епохи.»
«Економіка перехідного періоду», глава X

У «профспілковій дискусії» 1920—1921 років Бухарін займав позицію, яка ним самим розглядалася як «буфер» між основними сторонами суперечки: Леніним і Троцьким. Він намагався довести, що розбіжності між учасниками дискусії засновані на непорозумінні і нагадують суперечку людини, що називає стакан скляним циліндром, і людини, що називає той же стакан інструментом для пиття. Ленін (що вважав позицію Бухаріна різновидом троцькістської) використовував приклад Бухаріна із стаканом для популярного викладу деяких поглядів марксизму, яких, на його думку, не розуміли Троцький і Бухарін (міркування Леніна здобуло згодом популярність як «діалектика стакана»).
Підбиваючи підсумки своїм спостереженням за діяльністю Бухаріна, Ленін дав їй наступну характеристику, що згодом здобула широку популярність:

«Бухарін не лише найцінніший і найбільший теоретик партії, він також законно вважається улюбленцем всієї партії, але його теоретичні переконання дуже з великим сумнівом можуть бути віднесені до сповна марксистських, бо в нім є щось схоластичне (він ніколи не вчився і, думаю, ніколи не розумів сповна діалектики).»
З «Листа до з'їзду» В І. Леніна

## Боротьба проти Троцького і розбіжності із Сталіним
З листопада 1923 року активно бореться з «троцькістською» Лівою опозицією. Смерть Леніна 21 січня 1924 стала серйозним душевним ударом для Бухаріна, який був одним з найкращих товаришів вождя. Бухарін відреагував на смерть засновника Радянської держави щирим і емоційним зверненням ЦК РКП(б). Після смерті Леніна переведений в члени Політбюро ЦК (2 червня 1924) і став одним з впливових керівників партії і держави. Як і Зінов'єв, виступив проти публікації ленінського «Заповіту». У цей період Бухарін стає близьким другом Сталіна, який в одній з бесід охарактеризував керівних членів партії таким чином: «Ми з тобою, Бухарчик, Гімалаї, а всі інші — маленькі плями» (Бухарін належав до небагатьох вищих керівників партії і країни, що зверталися до Сталіна на «ти» і що називав його в своїх виступах Кобою; Сталін, у свою чергу, звав Бухаріна «Ніколашею» або «Бухарчиком»). Бухарін надав істотну підтримку Сталіну в боротьбі проти Троцького (1923—1924), Каменева і Зінов'єва (1925—1926) і в остаточному розгромі Троцького (1927).За деякими даними, керував висилкою Троцького у Вірний в 1928 році.
Проаналізувавши причини невдач «військового комунізму», Бухарін перетворився на активного прибічника проголошеної Леніном нової економічної політики. Після смерті Леніна він робив акцент на необхідності подальшого проведення економічних реформ в руслі НЕПу. В цей час Бухарін висунув знамените гасло (1925), звернене до селян: «Збагачуйтеся, нагромаджуйте, розвивайте своє господарство!», вказавши, що «соціалізм бідняків — це паршивий соціалізм» (згодом Сталін назвав гасло «не нашим», а Бухарін відмовився від своїх слів). В той же час, Бухарін брав участь і в розробці сталінської теорії «соціалізму в одній окремо взятій країні», яку протиставили ідеї перманентної світової революції Троцького.
У 1928 виступив проти посиленої колективізації, пропонуючи еволюційну дорогу, коли кооперація і суспільний сектор (багатоукладна економіка) будуть поступово економічно витісняти індивідуальне господарство, а куркулі не підлягатимуть фізичному усуненню як клас, а будуть поступово зрівняні з рештою жителів села. У опублікованій в «Правді» статті «Замітки економіста» (30 вересня 1928) Бухарін оголосив єдино прийнятним безкризовий розвиток аграрного і індустріального сектора, а всі інші підходи (в першу чергу сталінський) — «авантюристськими». Це, проте, перечило курсу Сталіна на загальну колективізацію і індустріалізацію (причому на програму Сталіна до певної міри вплинули і погляди Троцького про необхідність форсованої індустріалізації, які самим же Сталіним були відкинуті всього трьома роками раніше, як такі, що неможливо реалізувати).

## Бухарін в опалі
Тижнем пізніше Політбюро засудило виступ Бухаріна, а той в полеміці у відповідь на вимогу генерального секретаря «припинити лінію гальмування колективізації» назвав Сталіна «дрібним східним деспотом». У листопаді 1928 Пленум ЦК назвав позицію Бухаріна, Рикова і Томська «правим ухилом» (в протилежність «лівому ухилу» Троцького). На квітневому Пленумі ЦК і ЦКК (1929) Сталін заявив, що «вчора ще особисті друзі, тепер розходимося з ним в політиці». Пленум завершив «розгром групи Бухаріна», а сам Бухарін був знятий з займаних посад. Відмовившись «покаятися», 17 листопада 1929 він був виведений з Політбюро ЦК. Незабаром частина тих, що підтримували позицію Бухаріна членів Комуністичного Інтернаціоналу, очолюваних вихідцями з американської компартії, були виключені з Комінтерну, утворивши «Міжнародну комуністичну опозицію». Але сам Бухарін вже через тиждень визнав свої помилки і заявив, що вестиме «рішучу боротьбу проти всіх ухилів від генеральної лінії партії і, перш за все, проти правого ухилу». На XVII з'їзді ВКП(б) (1934) в своєму виступі заявив: «Обов'язком кожного члена партії є об'єднання довкола товариша Сталіна як персонального втілення розуму і волі партії». У 1934 переведений з членів в кандидати в члени ЦК ВКП(б).

## Керівник і журналіст. Бухарін та інтелігенція
Бухарін через широту своїх знань вважався (поряд з Леніном, Троцьким і Луначарським) одним з найбільш ерудованих представників більшовицької партії після її приходу до влади. Бухарін вільно володів французькою, англійською і німецькою мовами. У повсякденному житті був доброзичливий і привітний, залишався доступним в спілкуванні.
У травні 1929 — січні 1932 року — член Президії ВРНГ СРСР, начальник науково-технічного управління, начальник науково-дослідного сектора ВРНГ СРСР. З 1932 року — член колегії Народного комісаріату важкої промисловості СРСР, начальник науково-дослідного сектора. В цей же час (1931—1936) він був видавцем науково-популярного і суспільного журналу «Соціалістична реконструкція і наука» («СоРеНа»). Бухарін був одним з редакторів і активним учасником першого видання ВРЕ. В зарубіжної інтелігенції (зокрема, Андре Мальро) був проект поставити Бухаріна на чолі редакції нездійсненої міжнародної «Енциклопедії ХХ століття»
З лютого 1934 і до другої половини січня 1937 року займав пост головного редактора газети «Известия», до співпраці в якій він залучив найкращих журналістів і письменників того часу, а вмісту і навіть оформленню газети приділяв багато уваги. У лютому 1936 відряджався партією за кордон для перекупки архіву Карла Маркса і Фрідріха Енгельса, що належав Німецькій соціал-демократичній партії та був вивезений в низку країн Європи після приходу до влади в Німеччині нацистів.
З ім'ям Бухаріна були пов'язані надії частини інтелігенції того часу на поліпшення політики держави у відношенні до неї. Теплі стосунки пов'язували Бухаріна з Максимом Горьким (згодом Бухаріна звинуватять на суді в причетності до вбивства Горького); його допомогою в конфліктах з властями користувалися Йосип Мандельштам і Борис Пастернак. У 1934 Бухарін виступив на I з'їзді радянських письменників з промовою, де виключно високо ставив Пастернака, а також критикував «комсомольських поетів»:

«Це поет-співець старої інтелігенції, що стала інтелігенцією радянською, Пастернак оригінальний… У цьому його сила, тому що він нескінченно далекий від шаблону, трафаретності, римованої прози… Таким є Борис Пастернак, один з чудових майстрів вірша у наш час, що нанизав на нитці своєї творчості не лише цілу низку ліричних перлин, але і привніс ряд глибоку щирість революційних речей.»

Партія, проте, незабаром відмежувалася від цього виступу. В той же час раніше Бухарін активно брав участь в посмертній кампанії проти Єсеніна і «єсенінщини», причому його участь в ній багато в чому визначалася тодішньою внутріпартійною боротьбою з Троцьким (який виступав з позитивними оцінками творчості Єсеніна). У 1927 році в газеті «Правда» Бухарін опублікував статтю «Злі замітки», видану пізніше окремою книгою, де писав, що:

«Єсенінськая поезія по суті своїй є мужик, який наполовину перетворився на „ухаря-купця“: у лакових чобітках, з шовковим шнурком на вишитій сорочці, зірвиголова, що припадає сьогодні до ніжки „государині“, завтра лиже ікону, післязавтра мастить ніс гірчицею трактирному в корчмі, а потім „душевно“ засмучується, плаче, готовий обійняти пса і внести вклад до Троїце-Сергієвську лавру „на помин душі“. Він навіть може повіситися на горищі від внутрішньої порожнечі. „Мила“, „знайома“, „істинно російська“ картина!»
«Ідейно Єсенін представляє найнегативніші риси російського села і так званого „національного характеру“: мордобій, велику внутрішню недисциплінованість, обожнювання найвідсталіших форм суспільного життя взагалі.»

Згодом, в доповіді на першому з'їзді радянських письменників Бухарін відізвався про Єсеніна як про «дзвінкого пісенника-гусляра, талановитого ліричного поета», хоча і критично, але набагато тепліше, поставивши в один ряд з Блоком і Брюсовим як «старих» поетів, що відобразили революцію в своїй творчості.

## Шаржист
Бухарін був талановитим шаржистом, який намалював багатьох представників радянської еліти. Багато його шаржів унікальні. Його шаржі Сталіна вважаються єдиними портретами вождя, виконаними з натури, а не за фотографією.

Григорій Зінов'єв, 1926Григорій Зінов'єв, 1926
Ленін, 1927Ленін, 1927
Григорій Ордженікідзе, якби він служив у гвардіїГригорій Ордженікідзе, якби він служив у гвардії
Аарон СольцАарон Сольц
СталінСталін
Сталін, 1929Сталін, 1929
Михайло Калінін, або "що на вітрині то й у магазині"Михайло Калінін, або "що на вітрині то й у магазині"
Климент Ворошилов як голуб мируКлимент Ворошилов як голуб миру

## Конституція1936року
Втіленням надій Бухаріна на демократизацію і відмову від жорсткої диктатури однієї партії стала Конституція СРСР 1936, проект якої Сталін, за численними свідченнями, доручив написати практично одноосібно Бухаріну (за участю Радека). Конституція містила перелік основних прав і свобод, ліквідовувала ті, що існували доти до СРСР відмінності громадян в правах за соціальним походженням і інших положень, що знаменують завершення революції і становлення єдиного радянського суспільства. Формально вона була найдемократичнішою конституцією у світі. Проте в умовах того часу багато демократичних положень цієї конституції, що отримала ім'я «Сталінської», залишилися лише на папері.

## Загибель
У 1936 році, в ході Першого московського процесу (над Каменевим, Зінов'євим і ін.), підсудні дали свідчення (негайно ж опубліковані) на Бухаріна, Рикова і Томського, які нібито створювали «правий блок». Томський того ж дня застрелився. Бухарін дізнався про відкриту проти нього справу, знаходячись у відпустці в Середній Азії. Відразу після процесу, 1 вересня 1936, Бухарін писав Ворошилову: «Цинік-вбивця Каменев наймерзенніший з людей, падло людське. Що розстріляли собак — страшено радий» (можливо з розрахунком на показ цього листа Сталіну). Але 10 вересня 1936 «Правда» повідомила, що Прокуратура СРСР припинила розслідування відносно Бухаріна та інших.
У січні 1937, під час Другого московського процесу, проти Бухаріна знов були висунуті звинувачення в приналежності до змовницької діяльності, і йому була влаштована очна ставка з арештованим Радеком. У лютому 1937 оголосив голодування на знак протесту проти звинувачень його в причетності до змовницької діяльності, але після слів Сталіна: «Кому ти висуваєш ультиматум, ЦК?» — припинив її. На Пленумі ЦК в лютому 1937 був виключений з партії і 27 лютого арештований. Наполягав на своїй невинності (у тому числі в листах до Сталіна); написав відкритий лист до партії, що дійшов до нас наприкінці 1980-х, записаний його дружиною з пам'яті. В ув'язненні (у внутрішній в'язниці на Луб'янці) працював над книгами «Деградація культури при фашизмі», «Філософські арабески», над автобіографічним романом «Часи», а також писав вірші. Нині ці тексти видані(Н. И. Бухарин. Тюремные рукописи, т. 1-2, М., 1996)

Щоб не було жодних непорозумінь, я із самого початку говорю тобі, що для світу (суспільства) я 1) нічого не збираюся брати назад з того, що я понаписував; 2) я нічого в цьому сенсі (і у зв'язку з цим) не маю наміру у тебе ні просити, ні про що не хочу благати, що б зводило справу з тих рейок, якими воно котиться. Але для твоєї особистої інформації я пишу. Я не можу піти з життя, не написавши тобі цих останніх рядків, бо мене охоплюють муки, про які ти повинен знати
1. Стоячи на краю прірви, з якої немає вороття, я даю тобі передсмертне чесне слово, що я невинен в тих злочинах, які я підтвердив на слідстві…
…Є якась велика і смілива політична ідея генеральної чистки) у зв'язку з передвоєнним часом, b) у зв'язку з переходом до демократії. Ця чистка захоплює а) винних, b) підозрілих і с) потенційно підозрілих. Без мене тут не могли обійтися. Одних знешкоджують так-то, інших — по-іншому, третіх — по-третьому. Страхувальним моментом є і те, що люди неминуче говорять один про одного і назавжди вселяють один до одного недовіру (суджу по собі: як я озлився на Радека який на мене наговорив! а потім і сам пішов цією дорогою…). Таким чином, в керівництва створюється повна гарантія. Ради бога, не зрозумій так, що я тут приховано докоряю, навіть в роздумах з самим собою. Я настільки виріс з дитячих пелюшок, що розумію, що великі плани, великі ідеї і великі інтереси перекривають все, і було б дріб'язковим ставити питання про свою власну персону поряд зі всесвітньо-історичними завданнями, лежачими перш за все на твоїх плечах.
Але тут-то у мене і головна мука, і головний болісний парадокс. 5) Якби я був абсолютно упевнений, що ти саме так і думаєш, то у мене на душі було б багато спокійніше. Ну, що ж! Потрібно, так потрібно. Але повір, у мене серце обливається гарячим струменем крові, коли я подумаю, що ти можеш вірити в мої злочини і в глибині душі сам думаєш, що я у всіх жахах дійсно винен. Тоді що ж виходить? Що я сам допомагаю позбавлятися ряду людей (починаючи з себе самого!), тобто роблю явне зло! Тоді це нічим не виправдано. І все плутається у мене в голові, і хочеться на крик кричати і битися головою об стінку: адже я стаю причиною загибелі інших. Що ж робити? Що робити?…
…8) Дозволь, нарешті, перейти до останніх моїх невеликих прохань: а) мені легше тисячу разів померти, ніж пережити майбутній процес: я просто не знаю, як я оволодію сам собою — ти знаєш мою природу; я не ворог ні партії, ні СРСР, і я все зроблю, що в моїх силах, але сили ці в такій обстановці мінімальні, і тяжкі відчуття підіймаються в душі; я б, забувши сором і гордість, на колінах благав би, щоб не було цього. Але це, ймовірно, вже неможливо, я б просив, якщо можливо, дати мені можливість померти до суду, хоча я знаю, як ти суворо дивишся на такі питання;
в) якщо мене чекає смертний вирок, то я заздалегідь тебе прошу, заклинаю прямо всім, що тобі дороге, замінити розстріл тим, що я сам вип'ю в камері отруту (дати мені морфію, щоб я заснув і не пробуджувався). Для мене цей пункт украй важливий, я не знаю, які слова я повинен знайти, щоб благати про це, як про милість: адже політично це нічому не перешкодить, та ніхто цього і знати не буде. Але дайте мені провести останні секунди так, як я хочу. Згляньтеся! Ти, знаючи мене добре, зрозумієш. Я інколи дивлюся ясними очима в обличчя смерті, точно так, як і — знаю добре — що здатний на хоробрі вчинки. А інколи той же я буваю такий сум'ятний, що нічого в мені не залишається. Так якщо мені призначена смерть, прошу про морфійну чашу. Благаю про це…
с) прошу дати попрощатися з дружиною і сином. Дочці не потрібно: шкода її дуже буде, важко, так само, як Наді і батьку. А Анюта — молода, переживе, та і мені хочеться сказати їй останні слова. Я просив би дати мені з нею побачення до суду. Аргументи такі: якщо мої домашні побачать, в чому я зізнався, вони можуть накласти на себе руки від несподіванки. Я якось повинен підготувати до цього. Мені здається, що це на користь справи і в його офіційній інтерпретації…

(З листа Бухаріна Сталіну від 10.12.1937  [Архівовано 24 серпня 2011 у Wayback Machine.])
Бухарін був одним з головних обвинувачених (поряд з Риковим) на показовому процесі у справі «Антирадянського правотроцькістського блоку». Як майже всі інші обвинувачені, визнав провину і частково дав очікувані свідчення. У своєму останньому слові, проте, зробив спробу спростувати зведені на нього звинувачення. Хоча Бухарін все ж і заявив: «Жахливість моїх злочинів безмірна», ні в одному конкретному епізоді він прямо не зізнався. 13 березня 1938 Військова колегія Верховного суду СРСР визнала Бухаріна винним і засудила його до страти. Клопотання про помилування було відхилене, і він через два дні був розстріляний в селищі Коммунарка Московської області, там же і похований.
13 квітня 1956 Президія ЦК КПРС ухвалила рішення «Про вивчення відкритих судових процесів у справі Бухаріна, Рикова, Зінов'єва, Тухачевського та інших», після чого 10 грудня 1956 спеціальна комісія винесла ухвалу відносно зловживань Сталіна, проте відмовилася реабілітовувати Бухаріна, Рикова, Зінов'єва і Каменева на підставі «їх багатолітньої антирадянської боротьби». Микола Бухарін, як і більшість засуджених на цьому процесі, окрім Генріха Ягоди (взагалі не реабілітованого), був реабілітований лише в 1988 році (4 лютого) і в тому ж році посмертно відновлений в партії (21 червня 1988) і в АН СРСР (10 травня 1988).

## Сім'я
- Першим шлюбом Бухарін був одружений з Надією Лукіною (своєю двоюрідною сестрою), яка в 1938 була заарештована і незабаром загинула в таборах.
- Другий раз (1921—1929) був одружений з Есфір'ю Гурвіч (народилася в 1895). Від цього шлюбу — дочка Світлана (1924—2003). Не зважаючи на зречення цієї сім'ї від Бухаріна ще в 1929 р., і мати, і дочка потрапили в табори, звідки вийшли лише після смерті Сталіна.
- Третій раз (з 1934) був одружений з дочкою партійного діяча Ю. Ларіна Анною, яка також пройшла табори і була відомою мемуаристкою; вона дожила до реабілітації чоловіка. Син Бухаріна від Анни Ларіної — Юрій (н. 1936), художник; виріс в дитячому будинку під ім'ям Юрій Борисович Гусман, нічого не знаючи про батьків. Нове прізвище отримав по прийомній матері Іді Гусман, тітці справжньої матері. Зараз носить прізвище Ларін і по батькові Миколаєвич.

## Праці
- Заявление XIV Московской губпартконференции // Правда. — 1925. 13 декабря.
- Синдикализм и коммунизм // Правда. — 1921. 25 января.
- Заметки экономиста // Правда. — 1928. 30 сентября.
- (в соавторстве с Е.Преображенским) Азбука коммунизма: популярное объяснение программы Российской коммунистической партии (большевиков). — М., 1919.
- Избр. произведения. — М., 1988.
- Проблемы теории и практики социализма. — М., 1989.
- Борьба за новых людей. Роль кадров в переходный период (из доклада в Ленинграде 5 февраля 1923 г.) // Бухарин Н. Борьба за кадры. М.-Л.: Молодая гвардия, 1926.
- О мировой революции, нашей стране, культуре и прочем (Ответ академику И.Павлову). Л.: Госиздат, 1924.